# The American Conservative
 The American Conservative  (TAC) è una rivista statunitense fondata nel 2002.
Secondo i suoi fondatori, la rivista è nata per dare voce a coloro che, pur essendo conservatori, si opponevano alla Guerra in Iraq e più in generale alle politiche interventiste di George W. Bush.

## Firme celebri
- Andrew Bacevich
- Pat Buchanan
- Rod Dreher
- Philip Giraldi
- Peter Hitchens
- Samuel P. Huntington
- Jon Huntsman
- William S. Lind
- John Mearsheimer
- Rand Paul
- Jim Webb